# Pyrausta columbalis
Pyrausta columbalis is een vlinder van de familie van de grasmotten (Crambidae). De wetenschappelijke naam van deze soort is voor het eerst voorgesteld als Botys columbalis door Francis Walker in een publicatie uit 1866.
De soort komt voor in Indonesië (Java).